# Alcoroches
Alcoroches – gmina w Hiszpanii, w prowincji Guadalajara, w Kastylii-La Mancha, o powierzchni 32,25 km². W 2011 roku gmina liczyła 162 mieszkańców.